# San José Agua Azul
San José Agua Azul es uno de los principales poblados del municipio de Apaseo el Grande, en el estado de Guanajuato, en México.

## Geografía
La Comunidad de San José Agua Azul está situada a los 100°39′14″ de longitud oeste del meridiano de Greenwich y a los 20°29′11″ de latitud norte. Su altitud promedio es de 1810 m s. n. m. (metros sobre el nivel del mar). Está comunicada, principalmente, por la carretera libre Celaya-Querétaro, y ubicada en el kilómetro 33.5 de la carretera panamericana.
El origen no está del todo aclarado, pero se han logrado comprobar algunos datos que han sido de gran utilidad para conocer el origen histórico que al parecer data desde el siglo XVI. Después de la conquista española. 
Antiguamente se llamaba “SAN JOSÉ DE URRUTIA”, quizá porque el primer poblador fue José Urrutia o porque algunos hacendados tenían ese apellido.
Se dice que desde esa época los primeros pobladores se asentaban cerca de los manantiales y aquí se encontró uno tan superficial, que los pobladores tuvieron que hacer un cauce el cual llegaba hasta el lugar llamado “LOS ARCOS”. 
Estas aguas eran matizadas por un tenue color azul. Por lo que las personas que visitaban este lugar decían “vamos a SAN JOSE EL DE AGUA AZUL…”, por lo que es de considerar y atribuir el nombre que actualmente tiene.